# Fanfarenzug Potsdam
Die Spielgemeinschaft Fanfarenzug Potsdam e. V. (ehemals Fanfarenzug „Dr. Richard Sorge“ der SG Dynamo „F.E. Dzierzynski“  Potsdam) ist ein Fanfarenzug aus der brandenburgischen Landeshauptstadt Potsdam. In Wettbewerben für Fanfarenzüge in der DDR gewann die Gruppe elfmal den Titel DDR-Meister und war einziger Träger dieses Titels. Die Musiker nahmen auf dem Gebiet der reinen Naturfanfarenmusik an nationalen und internationalen Wettbewerben teil.

## Verein

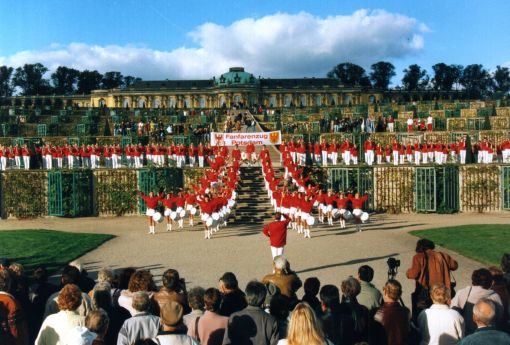
Fanfarenzug Potsdam vor Schloss Sanssouci

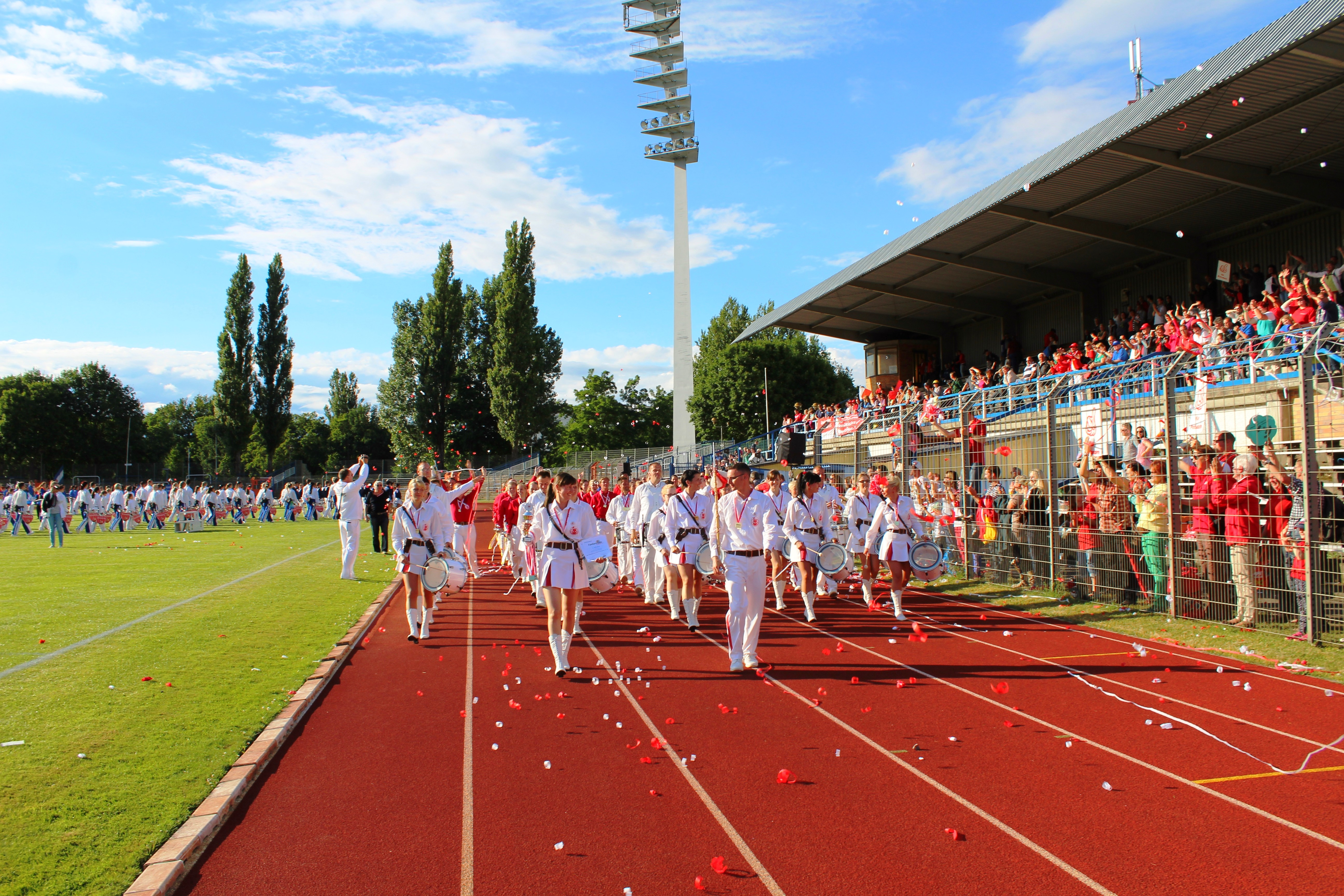
Der SG Fanfarenzug Potsdam beim Abschluss der Fanfaronade 2014 in Brandenburg an der Havel

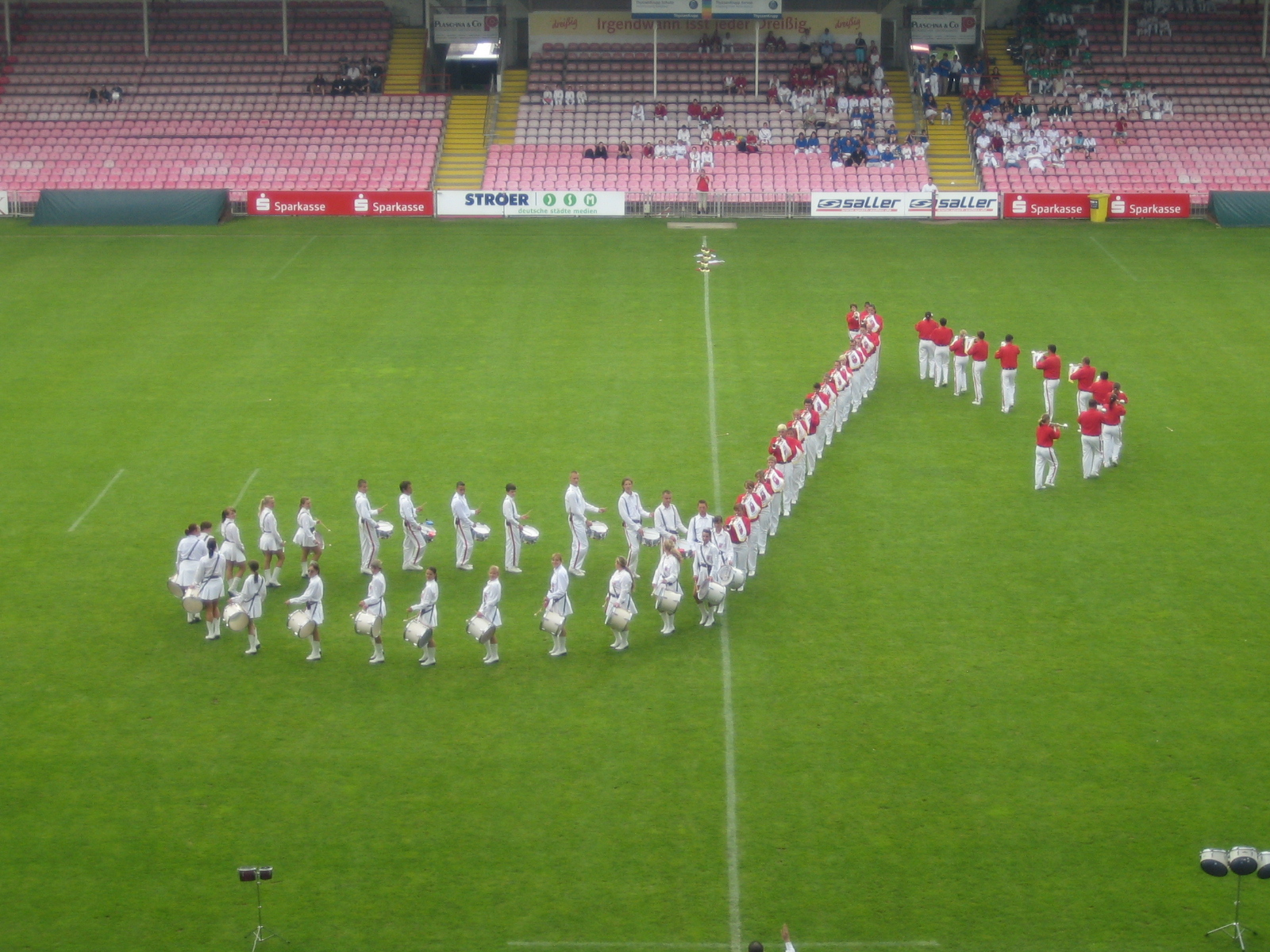
Showdarbietung bei der Fanfaronade 2007 in Cottbus

Der Fanfarenzug wurde am 30. Juni 1963 mit fünf Mitgliedern gegründet. Im Juli 1969 spielte die Gruppe auf Einladung des Spielleutebereichs des DTSB für das Turn- und Sportfest der DDR im Leipziger Zentralstadion vor 100.000 Zuschauern. Weitere Auftritte und Wettkämpfe folgten, diese Musikdarbietung wurde mehr als 3000-mal aufgeführt. Die Formation nahm von 1970 bis 1990 an den DDR-Meisterschaften für Fanfarenzüge teil und konnte – als einziger Träger dieses Titels – elfmal den Meistertitel erringen.
Seit 1991 nahmen die Musiker an internationalen Wettbewerben für Fanfarenzüge teil, unter anderem in Österreich (Bundesturnfest 1991), Belgien (Lage Landen, Hamont 1994, 1996, 2000, 2002, 2008), Kanada (Calgary Stampede Parade 1996), Großbritannien (1998), Australien (WAMSB-Weltmeisterschaft 1999), Italien (2003), Dänemark (Danish Open in Kopenhagen 2007). Bei vier Teilnahmen an der WMC Kerkrade in den Niederlanden belegte man jeweils Plätze im vorderen Mittelfeld. Der Verein nimmt regelmäßig an der Fanfaronade (Offene Meisterschaften des Märkischen Turnerbundes) teil.
Der gemeinnützige Verein ist aktiv in der musikalischen Aus- und Weiterbildung von Kindern, Jugendlichen und Erwachsenen. Ein Ziel ist die Integration von Behinderten in die Vereinsarbeit. Er organisiert Kultur- und Freizeitveranstaltungen. Das Repertoire der 100 Bläser und Trommler (Stand 2007) reicht von Arrangements festlicher Fanfarenmusik über Marschmusik bis zu moderner Unterhaltungsmusik.

## Bedeutende internationale Erfolge
- 2017 1. Platz Kategorie Marsch & Show beim World Music Contest in Kerkrade, Niederlande
- 2017 1. Platz Kategorie Marschwettbewerb – Fanfarenzüge bei Fanfaronade in Großräschen
- 2017 1. Platz in der 1. Division – Showwettbewerb bei Fanfaronade in Großräschen
- 2016 1. Platz der Adlerküken der SG Fanfarenzug Potsdam e.V. in Entertainment beim 2. Festival der Klänge in Hirschfeld
- 2016 1. Platz der Landesmeisterschaft Juniorenbands im Marsch und Standspiel (Adlerküken der SG Fanfarenzug Potsdam e.V.) beim 2. Festival der Klänge in Hirschfeld
- 2016 1. Platz in der 1. Division – Marschwettbewerb bei Fanfaronade in Neustrelitz
- 2016 1. Platz in der 1. Division – Showwettbewerb bei Fanfaronade in Neustrelitz
- 2015 1. Platz Kategorie Marsch & Parade bei der Weltmeisterschaft der WAMSB in Kopenhagen, Dänemark
- 2013 1. Platz Kategorie Show beim World Music Contest in Kerkrade, Niederlande
- 2013 1. Platz Kategorie Parade beim World Music Contest in Kerkrade
- 2012 1. Platz Kategorie Show bei der Weltmeisterschaft der WAMSB in Calgary, Kanada
- 2010 2. Platz Kategorie Show bei der Weltmeisterschaft der WAMSB in Potsdam
- 2010 2. Platz Marschwertung bei der Weltmeisterschaft der WAMSB in Potsdam
- 2009 1. Platz Marschwertung Weltmeisterschaft der WAMSB und World Music Contest in Kerkrade, Niederlande
- 2009 Best International Award – Kategorie Showband
- 2007 1. Platz bei den International Danish Open in Kopenhagen, Dänemark
- 2006 1. Platz Kategorie Marsch beim Internationalen Musikfest Hattstedt
- 2002 1. Platz bei den Internationalen Marsch- und Showwettbewerben der Lage Landen in Hamont, Belgien